# Pueblo Bellocq
Pueblo Bellocq ou Las Garzas est une localité rurale argentine située dans le département de Paraná et dans la province d'Entre Ríos. Elle est également connue par le nom de sa gare ferroviaire : Estación Las Garzas.

## Démographie et histoire
La population de la localité, c'est-à-dire sans tenir compte de la zone rurale, était de 201 habitants en 1991 et de 215 en 2001. La population territoriale de compétence du conseil d'administration était de 349 habitants en 2001.
Le conseil d'administration a été créé par le décret no 5755/1974 du 30 décembre 1974. Ses limites de compétence ont été établies par le décret no 609/1999 MGJE du 19 février 1999 et modifié par le décret no 21/2002 MGJ du 4 janvier 2002.